# Velšský černý skot
Velšský černý skot, anglicky Welsh Black, je masné plemeno skotu pocházející z hornatých oblastí Walesu. Je to odolný, tvrdý skot, který se celoročně chová na pastvě. Kromě Velké Británie je chován též ve Spojených státech, v Kanadě, v Jižní Americe, na Novém Zélandu či v Německu. Do České republiky zatím dovezen nebyl.

## Historie
Černý skot se ve Walesu choval už před příchodem Římanů. Původně v oblasti existovaly dva rázy: Anglesey bylo menší plemeno s masnou užitkovostí ze severního Walesu, Pembrokshire byl větší, dvoustranně užitkový skot Walesu jižního. Plemenná kniha byla založena v roce 1873 a plemeno se šlechtilo ve dvou oddělených chovných směrech, v roce 1904 se oba směry spojily a dále pokračuje šlechtění na jednostrannou masnou užitkovost.

## Charakteristika
Velšský černý je skot středního tělesného rámce, zvířata jsou dlouhá a hluboká, s dobře klenutým hrudníkem, širokými bedry a výraznými, dobře osvalenými a dlouhými kýtami. Končetiny jsou krátké a suché. Hlava je středně velká s širokým čelem, zvířata jsou z větší části rohatá, ale existují i bezrohá. Letní srst je krátká, zimní hustá a dlouhá. Zbarvení je plášťově černé, může mít nahnědlý nádech, povoleno je světlejší zbarvení na břiše. Náhodně se vyštěpuje červená barva, v německé plemenné knize jsou červená zvířata evidována odděleně.
Plemeno je pevné konstituce, může být celoročně na pastvě. Dobře zhodnocuje krmivo a prospívá i na chudších pastvinách. Velšský černý skot dospívá pozdě, ale je dlouhověký. Porodní hmotnost býčků je 38 kg, jaloviček 35 kg, krávy se bez problémů telí a mají dobré mateřské vlastnosti a velmi dobrou mléčnost, takže telata rychle rostou. Při odstavu, v 9-10 měsících věku, mají býčci 300-350 kg, jalovičky 250-300 kg. Průměrný denní přírůstek býků je zhruba 1400 g. Kvalita masa je velmi dobrá, maso je dobře mramorované, jemně vláknité.
Kromě čistokrevné plemenitby se velšský černý využívá i pro užitkové křížení.

## Fotogalerie

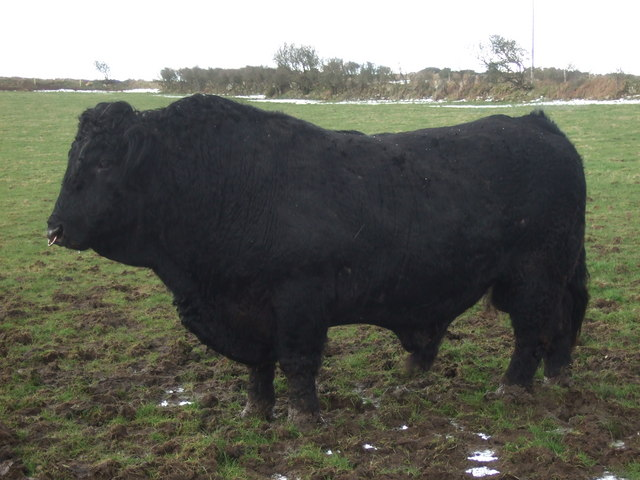
Velšský černý býk
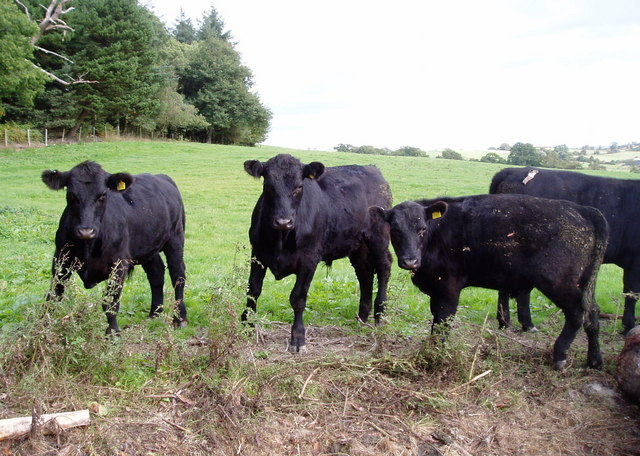
Mladé jalovice velšského černého skotu
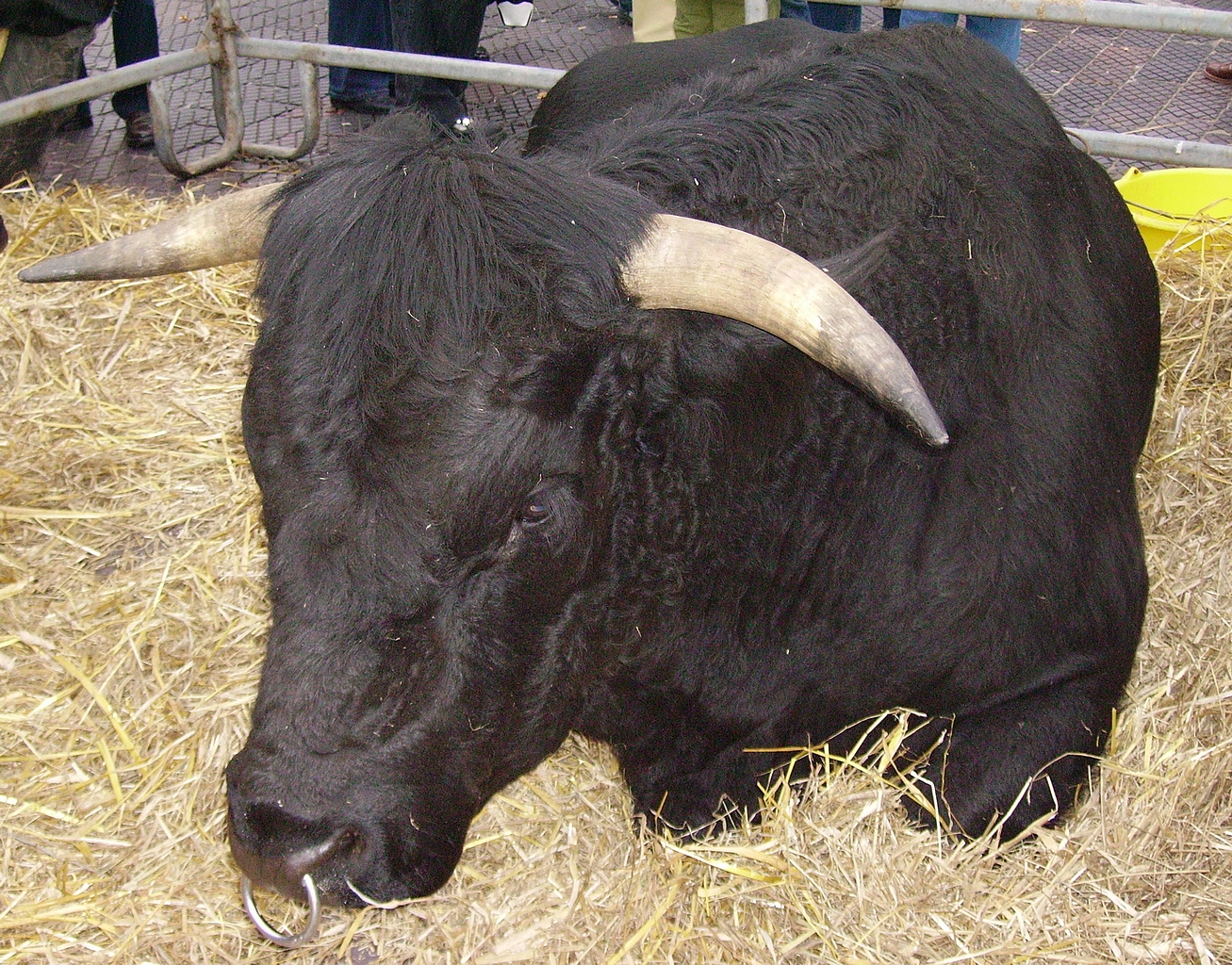
Velšský černý zblízka